# Municipio de Grant (condado de Marion)
El municipio de Grant (en inglés: Grant Township) es un municipio ubicado en el condado de Marion en el estado estadounidense de Kansas. En el año 2010 tenía una población de 131 habitantes y una densidad poblacional de 0,75 personas por km².

## Geografía
El municipio de Grant se encuentra ubicado en las coordenadas 38°21′53″N 96°53′5″O / 38.36472, -96.88472. Según la Oficina del Censo de los Estados Unidos, el municipio tiene una superficie total de 173.52 km², de la cual 173,3 km² corresponden a tierra firme y (0,13 %) 0,22 km² es agua.

## Demografía
Según el censo de 2010, había 131 personas residiendo en el municipio de Grant. La densidad de población era de 0,75 hab./km². De los 131 habitantes, el municipio de Grant estaba compuesto por el 97,71 % blancos, el 0,76 % eran amerindios, el 0,76 % eran asiáticos y el 0,76 % eran de una mezcla de razas. Del total de la población el 0 % eran hispanos o latinos de cualquier raza.